# گیمپ
گیمپ (به انگلیسی: GIMP، کوتاه‌شدهٔ GNU Image Manipulation Program) یک نرم‌افزار آزاد و متن‌باز برای ویرایش و روتوش تصاویر از پروژه گنو است که با نام اختصاری GIMP شناخته می‌شود، از آن برای ساختن و پردازش تصاویر برداری و عکس‌ها به کار می‌رود. این نرم‌افزار تحت مجوز GPL است و برای سیستم‌عامل‌های لینوکس، مک و مایکروسافت ویندوز ارائه‌شده است.
از مصارف این برنامه می‌توان به ساختن آرم و لوگو، اندازه‌گیری مجدد و آراستن عکس‌ها، تغییر رنگ‌ها، نزدیک کردن تصاویر، برداشتن تصاویری که لازم نیست و تبدیل فرمت تصاویر اشاره کرد. همچنین ساختن تصاویر انیمیشن ساده نیز با این نرم‌افزار امکان‌پذیر است. در یک دیدگاه کلی، گیمپ می‌تواند جایگزین خوبی برای ادوبی فوتوشاپ باشد.

## مزایای استفاده از گیمپ
گیمپ یک نرم‌افزار آزاد است که دریافت آن از اینترنت و نصب روی دستگاه، هیچ هزینه مالی در پی ندارد. به علاوه، توزیع آزاد آن باعث می‌شود که در اینترنت قابل اشتراک باشد. در نهایت این نرم‌افزار وابسته به هیچ شرکت خاصی برای به روز کردن و پشتیبانی نیست.

حجم کم، پشتیبانی از بیشتر تبلت‌ها، پشتیبانی از زبان فارسی و ترجمه به ۸۲ زبان از جمله فارسی از مزایای دیگر این نرم‌افزار است.

## انواع پرونده
گیمپ قادر به بازکردن و ذخیره تصاویر با قالب‌های زیر است:
- GIMP XCF (.xcf)
- Autodesk (.fli)
- (.dcm or .dicom)
- PostScript (.ps)
- FITS (.fits, .fit)
- Scalable Vector Graphics (.svg)
- Microsoft Windows (.ico)
- Windows bitmap (.bmp)
- Paintshop Pro Image (.psp , .tub)
- Adobe Photoshop PSD (.psd
- Portable Pixmap or PNM image (.pnm, .ppm, .pgm, .pbm)
- Graphical Interchange Format(.gif)
- Joint Photographic Experts Group (.jpeg, .jpg, or .jpe)
- Portable Network Graphics (.png)
- Tagged Image File Format (.tiff, .tif)
- Truevision TGA|TARGA (.tga)
- X Window System and X Bitmap Image (.xbm, .icon, .bitmap)
- X Pixmap Image (.xpm)
- X Window Dump (.xwd)
- Zsoft PCX (.pcx)

گیمپ قادر به باز کردن (و نه ذخیره‌سازی) پرونده‌های تصویری با قالب‌های زیر است:
- PDF document (.pdf)

گیمپ قادر است پرونده‌هایی با قالب‌ها زیر را ذخیره کند، اما قادر به باز کردن آن‌ها نیست:
- HTML(.html)
- C programming language (.c, .h)
- MNG animations (.mng)

## سیستم عامل‌ها
گیمپ برای کاربران برخی توزیع‌های لینوکس شامل سوزه و مندریوا به عنوان ویرایشگر پیش‌فرض تصاویر در دسترس است. گیمپ در محیط ویندوز نیز قابل استفاده است. این برنامه با استفاده از X11 قابل استفاده روی سیستم مکینتاش نیز می‌باشد.
کاربران ویندوز می‌توانند از این نرم‌افزار به صورت portable نیز استفاده کنند.